# 托爾伯特·蘭斯頓
托爾伯特·蘭斯頓（英語：Tolbert Lanston，1844年2月3日—1913年2月18日）是美国發明家及實業家，創辦了Monotype公司，1887年发明了机械排版系统，并在几年后发明了第一台热金属排版机，获得专利。

## 生平
托爾伯特·蘭斯頓出生在俄亥俄州特洛伊市的一个贫困家庭。他在15岁时就辍学了，他在南北战争期间是联邦军队的一名志愿者。他最后的军衔是中士。
1865年后，他在美国政府养老金部工作。他与Seaton和赫爾曼·何樂禮(IBM的创始人)一起研究制表设备，并发明了一种加法机，这是何樂禮公司的第一个赚钱机器。兰斯顿的哥哥是一名印刷工，显然，这种关系引起了他对自动化的兴趣，即在任何或所有文本中手工镶嵌每个字母的繁重任务。他辞去了养老金办公室的职务，把余生都献给了他的机器的完善。他创造了这一理念，但其他人完善了这一理念，使兰斯顿Monotype机器公司获得了成功。这其中包括J.Maury Dove，一位煤炭商人，他成为了公司的总裁，并一直在那里工作，直到1923年去世，还有John Sellers Bancroft，他是Monotype机器背后的机械天才。Tolbert Lanston and the Monotype》中彻底展开了这个故事。The Origin of Digital Typesetting.